# 鄭仁煥
鄭 仁煥（チョン・インファン、ハングル：정인환、1986年12月15日 - ）は、大韓民国出身の元サッカー選手。元韓国代表。現役時代のポジションはディフェンダー（DF）。

## 所属クラブ
ユース経歴
- 2005年  延世大学校

プロ経歴
- 2006年 - 2007年  全北現代モータース
- 2008年 - 2010年  全南ドラゴンズ
- 2011年 - 2012年  仁川ユナイテッドFC
- 2013年 - 2014年  全北現代モータース
- 2015年  河南建業足球倶楽部
- 2016年 - 2017年  FCソウル